# Барбизе, Пьер
Пьер Барбизе (фр. Pierre Barbizet; 20 сентября 1922, Арика — 18 января 1990, Марсель) — французский пианист.
Провёл детские годы в Чили, где работал его отец. Учился в школе в Марселе, затем окончил Парижскую консерваторию (1944) у Армана Ферте. В 1948 г. завоевал первое место на Международном конкурсе в Схевенингене, в 1949 г. получил пятую премию Конкурса имени Маргерит Лонг. На протяжении 1940-х гг. играл в кабаре в районе Пляс Пигаль, в том числе в ансамбле с Самсоном Франсуа и Пьером Пети. В основе репертуара Барбизе лежали сочинения Моцарта и музыка французских композиторов. Особой известностью пользовался дуэт Барбизе со скрипачом Кристианом Ферра: вдвоём они записали, в частности, все сонаты Бетховена.
С 1963 г. и до смерти Барбизе возглавлял Марсельскую консерваторию. Среди его учеников, в частности, Элен Гримо и Лоран Корсья.
Именем Барбизе названа площадь в Марселе.